# Monumento a Júlio de Castilhos

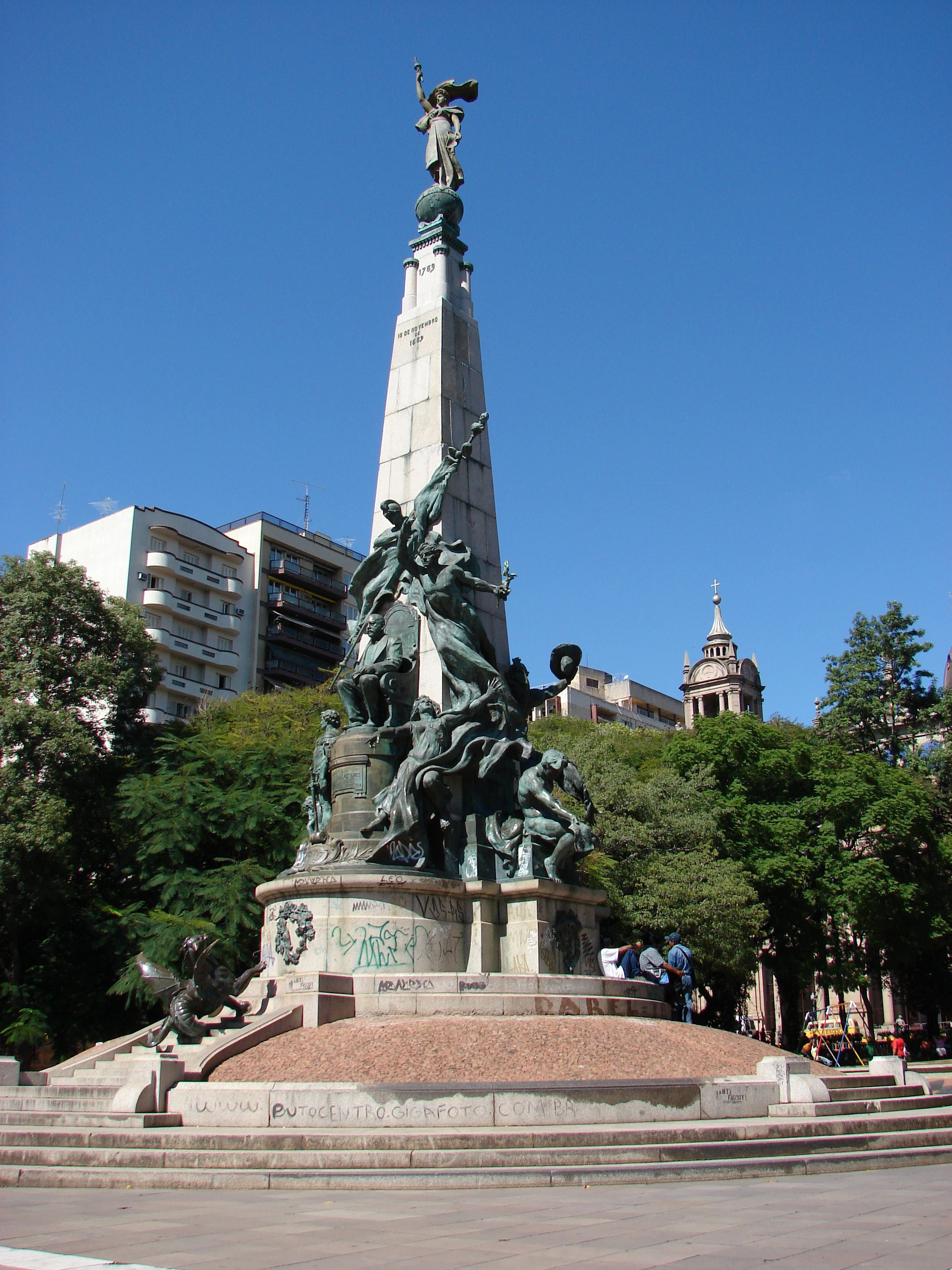
Monumento a Júlio de Castilhos

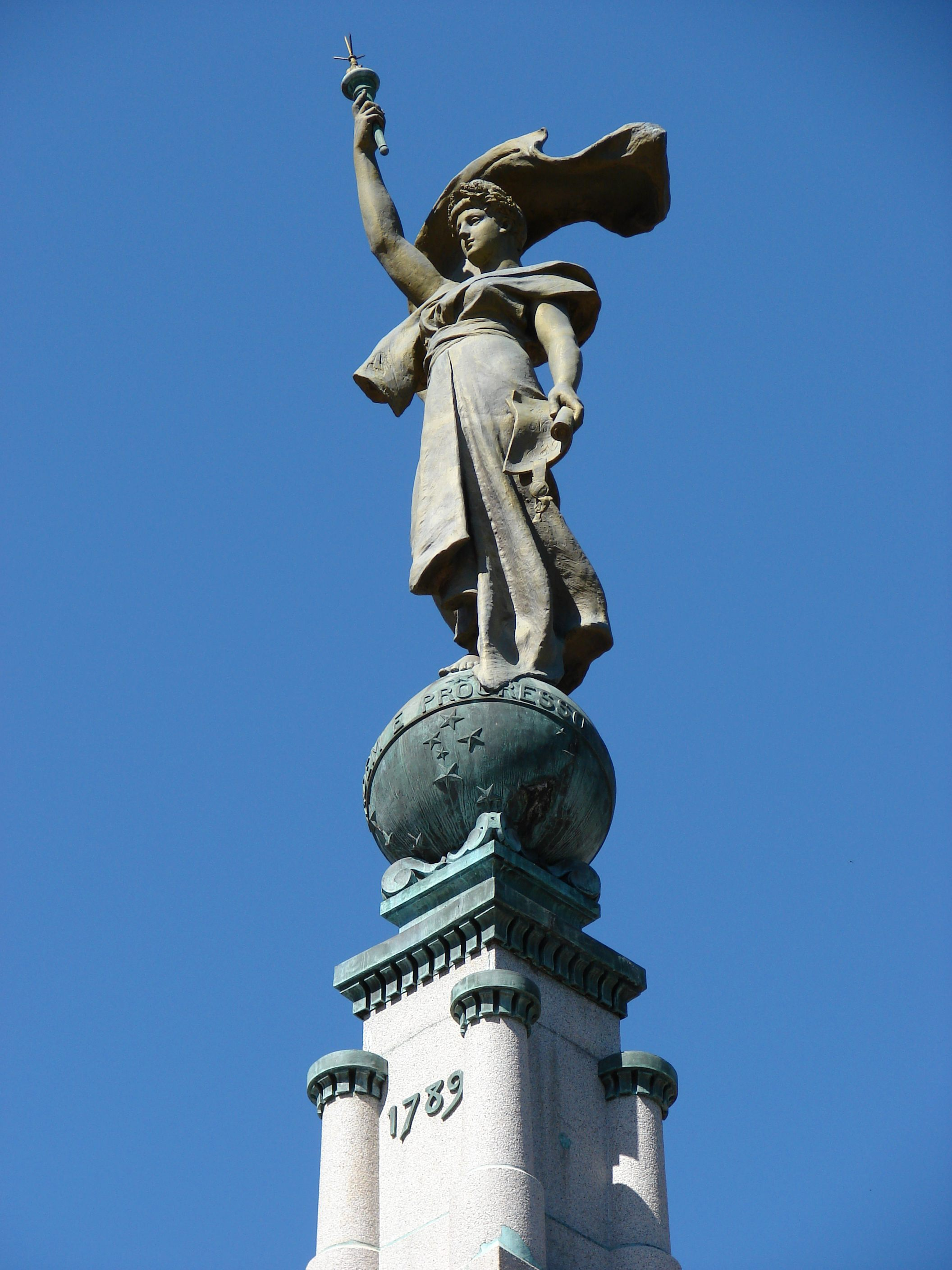
Alegoria da República, no topo

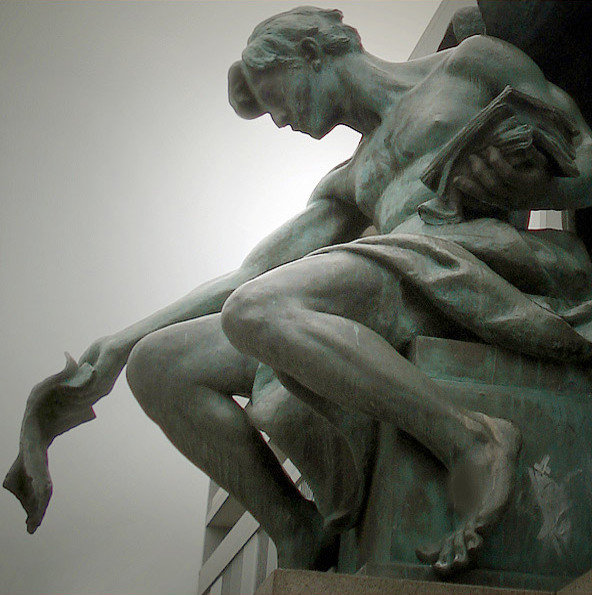
A Propaganda Republicana

O monumento a Júlio de Castilhos é um monumento brasileiro, localizado na Praça da Matriz, no centro de Porto Alegre, homenageando o governante Júlio de Castilhos, fundador de uma longeva tradição política associada ao positivismo.

## História
A sua construção foi decidida logo após a morte de Júlio de Castilhos, ocorrida em 24 de outubro de 1903, sendo o projeto de autoria do pintor e escultor Décio Villares. Contudo, sua realização sofreu vários atrasos e o projeto inicial passou por várias alterações. Os trabalhos finalmente iniciaram em 27 de julho de 1910, com o nivelamento do terreno e o lançamento dos seus alicerces sob a supervisão de Affonso Hebert, ficando a parte da cantaria a cargo de Jacob Aloys Friedrichs. As obras encontraram dificuldades diversas e, em certa altura, seus andaimes desabaram, destruindo o que já existia e obrigando ao recomeço de toda a empreitada.
Por fim, o monumento pôde ser inaugurado em 25 de janeiro de 1913, e na ocasião o governo estadual distribuiu um panfleto esclarecendo a complexa simbologia representada. Pretendia-se ilustrar idealizadamente três momentos da vida do homenageado: a fase da propaganda republicana, a fase da organização do governo positivista no Estado e a fase posterior à sua retirada do governo.

## Descrição e interpretação
As alegorias foram escolhidas por Villares de modo a caracterizar a ação típica de cada uma das três fases e o seu grau de importância, com realce para fase da organização política, da qual resultou a Constituição de 1891. A primazia deveria caber à República, como o espelho dos ideais que definem a política moderna: liberdade, paz e fraternidade. O entusiasmado apoio popular à causa republicana não poderia faltar, e também era preciso manter viva a memória dos antecedentes políticos resumidos em Tiradentes e José Bonifácio através das frases Libertas quae sera tamem, e A sã política é filha da moral e da razão. Além da estatuária existem inscritas datas alusivas à proclamação da República, fator fundamental na emancipação política do Rio Grande, e à Revolução Francesa, inspiradora de todo um impulso civilizatório de alcance global.
Os grupos de estátuas se distribuem em torno de um núcleo piramidal, destacando-se, no topo do obelisco central, a figura triunfante e dinâmica da República, com a chama da nova ordem social em uma das mãos e o códice da lei nova na outra. Repousa sobre uma esfera, com estrelas representando os estados brasileiros, além da divisa Ordem e Progresso. Na face oeste, representando a Propaganda Republicana, está a imagem de um jovem que se inclina à frente, oferecendo exemplares do jornal A Federação.

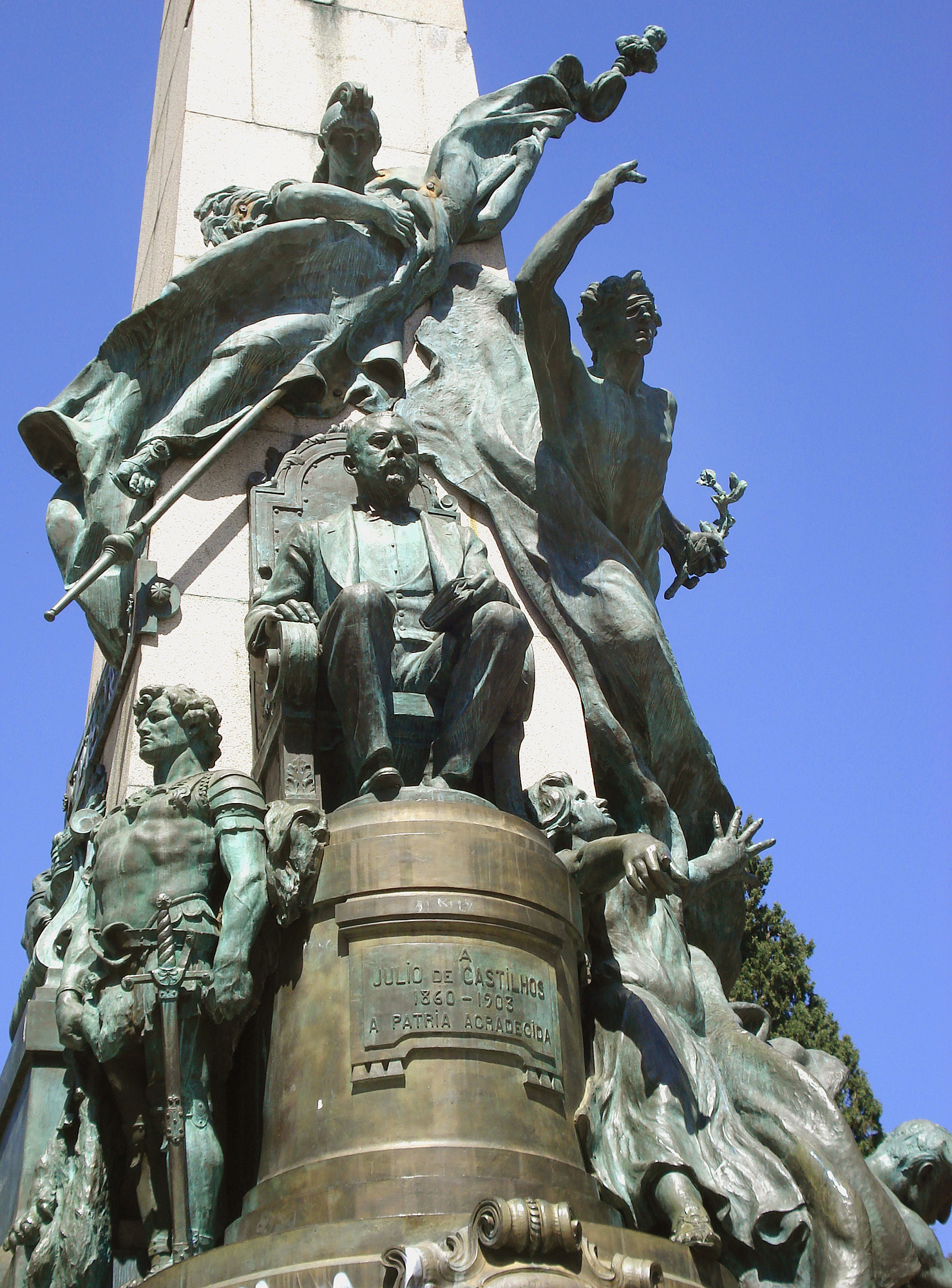
Detalhe da face norte, com as figuras da Constância e da Prudência na base, o político ao centro, e o Civismo e a Coragem acima

A face norte é dedicada a eternizar Júlio de Castilhos como um estadista exemplar, um organizador iluminado pela filosofia de Auguste Comte, virtuoso e enérgico, e em sua representação está ele entronizado em uma cadeira alta, em aparente meditação após a leitura de um livro, mas prestes a entrar em ação, em consonância com o seu motto pessoal: Saber para prover.
Mas, uma única figura do político, por mais engenhosamente concebida que fosse, não seria o bastante para apresentar ao povo a pletora de suas qualidades, que foram então personificadas em figuras auxiliares: a Coragem, num arrebatamento inspirado, com os louros da vitória em uma das mãos e a outra livre para incitá-lo à atividade. Contudo a coragem por si mesma é um impulso cego, e sua figura traz significativamente os olhos parcialmente vendados. Assim, fazia-se mister equilibrá-la com a Prudência, que refreia o ímpeto da outra e aponta-lhe os perigos e dificuldades da aplicação prática da ideia abstrata, simbolizados por um dragão que sobe rastejando o solo da pátria, e que em si também relembra a ameaça de retorno da antiga ordem monárquica, uma vez que o dragão é símbolo da Casa de Bragança, à qual pertencia o Imperador Dom Pedro II, havia tão pouco tempo deposto.
Outras virtudes se reúnem no elogio de Castilhos. À sua direita posta-se a Firmeza ou Constância, um guerreiro atlético com armadura, em atitude altiva e inabalável, com uma pele de leão estendida às costas em clara alusão ao Hércules mitológico e ao domínio espiritual sobre as paixões brutas e desordenadas. Ele segura ainda três chaves de significado pouco claro, mas talvez representativas dos três poderes (executivo, legislativo e judiciário) que o político controlou com mão férrea em seu governo. Acima, abraçando amorosamente a bandeira nacional, está a imagem esvoaçante do Civismo.

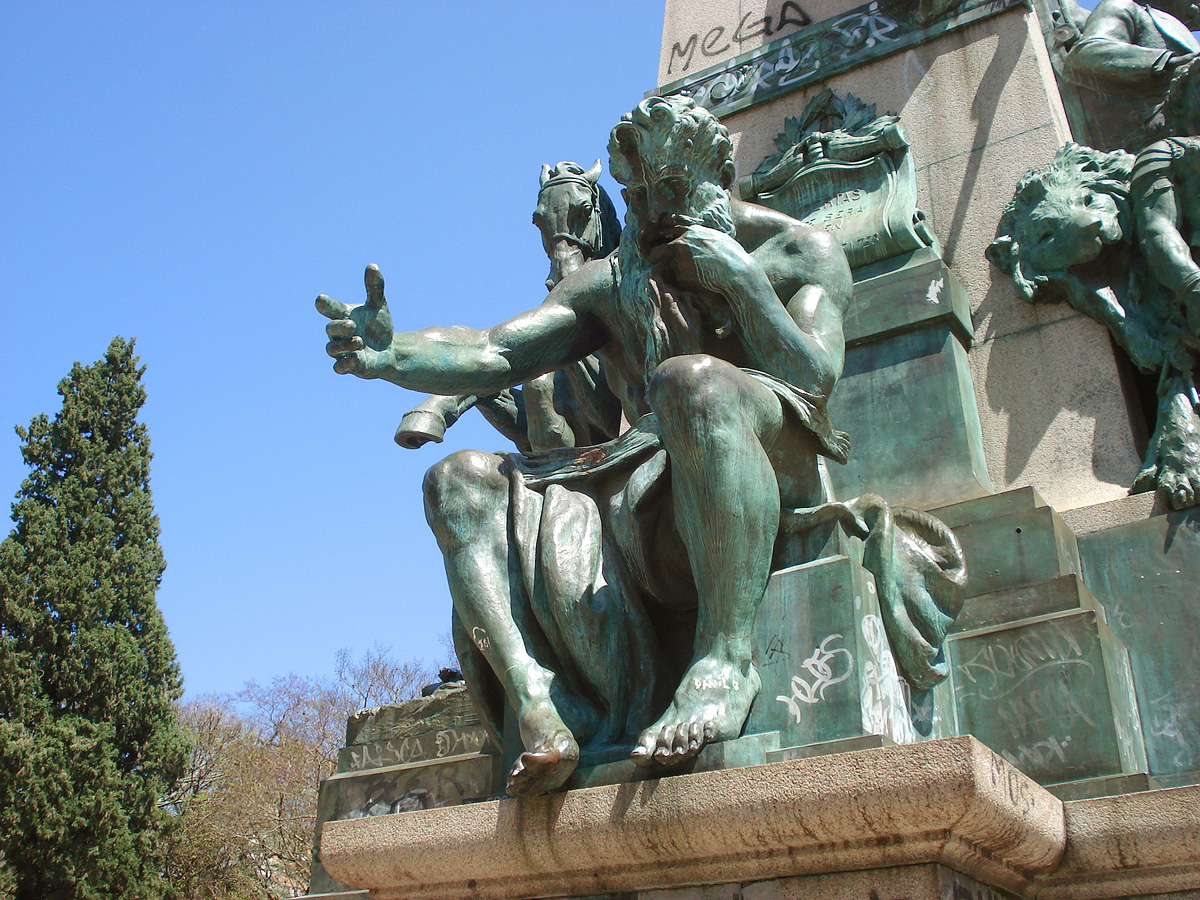
Júlio de Castilhos representado como um velho sábio

No lado leste ilustrou-se a fase derradeira de Júlio de Castilhos, após seu afastamento do poder. Ele é mostrado, curiosa mas simbolicamente, como um velho de barbas longas, mas de corpo ainda em pleno vigor, na atitude retórica de um sábio clássico, como a provar, conforme constava em passagem no panfleto publicado, que os anos não lhe quebraram o vigor do espírito nem dissiparam a sabedoria acumulada da experiência.
Por fim, a face sul traz a figura de um jovem gaúcho a cavalo, simbolizando ao mesmo tempo a energia jovial do povo riograndense, a esperança no futuro e o apoio indispensável das massas populares a qualquer iniciativa bem-sucedida de reforma, progresso e melhoramento.
O conjunto do monumento, de 22 metros e meio de altura, é uma verdadeira cartilha positivista, e foi concebido em uma feição idealista e mesmo mística, como um altar público onde se pudesse venerar a memória de um líder paradigmático e conhecer seus princípios doutrinários.